# Comuna Hinnerup
Hinnerup (Hinnerup Kommune) a fost o comună din comitatul Århus Amt, Danemarca, care a existat între anii 1970-2006. Comuna avea o suprafață totală de 76,26 km² și o populație de 13.218 de locuitori (în 2014), iar din 2007 teritoriul său face parte din comuna Favrskov.
1. ↑  Danske borgmestre 1970-2018 (PDF)